# Pico Ana Chaves
O pico Ana Chaves é uma elevação de São Tomé e Príncipe, localizada na ilha de São Tomé, na província de Caué. Esta formação geológica eleva-se a 1361 metros acima do nível do mar. Encontra-se nas proximidades do pico de São Tomé.
Recebe o nome da influente nobre judia luso-santomense Ana Chaves.